# Jay Ullal
Jaywant Ullal (* 9. September 1933 in Mangalore, Indien; † 18. Juli 2023 in Hamburg) war ein Presse- und Porträt-Fotograf des 20. Jahrhunderts.

## Leben
Der 1933 im südindischen Mangalore geborene Jay Ullal erlernte den Beruf des Kameramanns und arbeitete dann bis 1957 beim Film in Mumbai. Danach war er mehrere Jahre als Photoreporter bei der Times of India beschäftigt. 1963 kam er über England nach Deutschland. Hier war er zuerst für die Frauen-Zeitschrift Constanze bis zu deren Zusammenbruch 1969 tätig. In den siebziger Jahren begann er mit seiner Zusammenarbeit mit dem Hamburger Wochenmagazin Stern, für das er dann fast 30 Jahre lang ausgedehnte Fotoreportagen aus allen Teilen der Welt und insbesondere aus Krisengebieten wie Indochina, Naher Osten, Pakistan oder Balkan lieferte. 1998 wurde Jay Ullal mit dem Bundesverdienstkreuz ausgezeichnet. Er war über 40 Jahre mit der ehemaligen UNESCO-Mitarbeiterin Rajni verheiratet und lebte in Hamburg-Poppenbüttel.
Seine letzte Ruhestätte fand Jay Ullal auf dem Friedhof Ohlsdorf. Sie liegt auf einem halbanonymen Grabfeld Ecke Cordesallee/Oberstraße.

## Auszeichnungen
- 1996: »Euro*Photo*-Preis« beim Fuji-Award-Wettbewerb in Deutschland für seine Nordkorea-Reportage.
- 1998: Bundesverdienstkreuz am Bande[1]

## Bücher
- Man hat nur sieben Leben. Foto-Reportagen, die bewegen. Herausgegeben von Kai Hermann und Norbert Kleiner. Aufbau-Verlag, Berlin 2002, ISBN 3-351-02534-3.[2]